# Lo vas a olvidar
«Lo vas a olvidar» es una canción grabada por la cantante estadounidense Billie Eilish y la cantante española Rosalía. La canción fue escrita por las dos cantantes junto a Pablo Díaz-Reixa y Finneas O'Connell y producida por este último. Fue lanzada el 21 de enero de 2021, junto a su video musical, a través de Darkroom y Interscope bajo licencia exclusiva para Columbia Records. Es parte de la banda sonora del episodio especial de Jules de la serie estadounidense de drama adolescente Euphoria.

## Antecedentes
El 26 de febrero de 2019, Eilish le confirmó a BBC Radio 1 que ella y Rosalía tuvieron una sesión de grabación donde crearon juntas una canción. Eilish también habló sobre cómo era trabajar con Rosalía, mencionando que así como es "la muchacha más agradable", también tiene muy claro lo que quiere.  "Por eso fue un poco refrescante porque yo pensé como 'guau, tú eres la única otra persona que he conocido que es así". El 10 de marzo, después de que Eilish diera un concierto en el Sant Jordi Club en Barcelona, Rosalía publicó una foto de ambas en redes sociales y afirmó "no puedo esperar a terminar nuestra canción. Compartir contigo en el estudio o verte en vivo ayer me inspira muchísimo". Más tarde ese mismo mes, Eilish reveló que la canción era mitad en inglés y mitad en español, y la describió como "hermosa", diciendo que ambas estaban "enamoradas de la canción".